# Nanzan

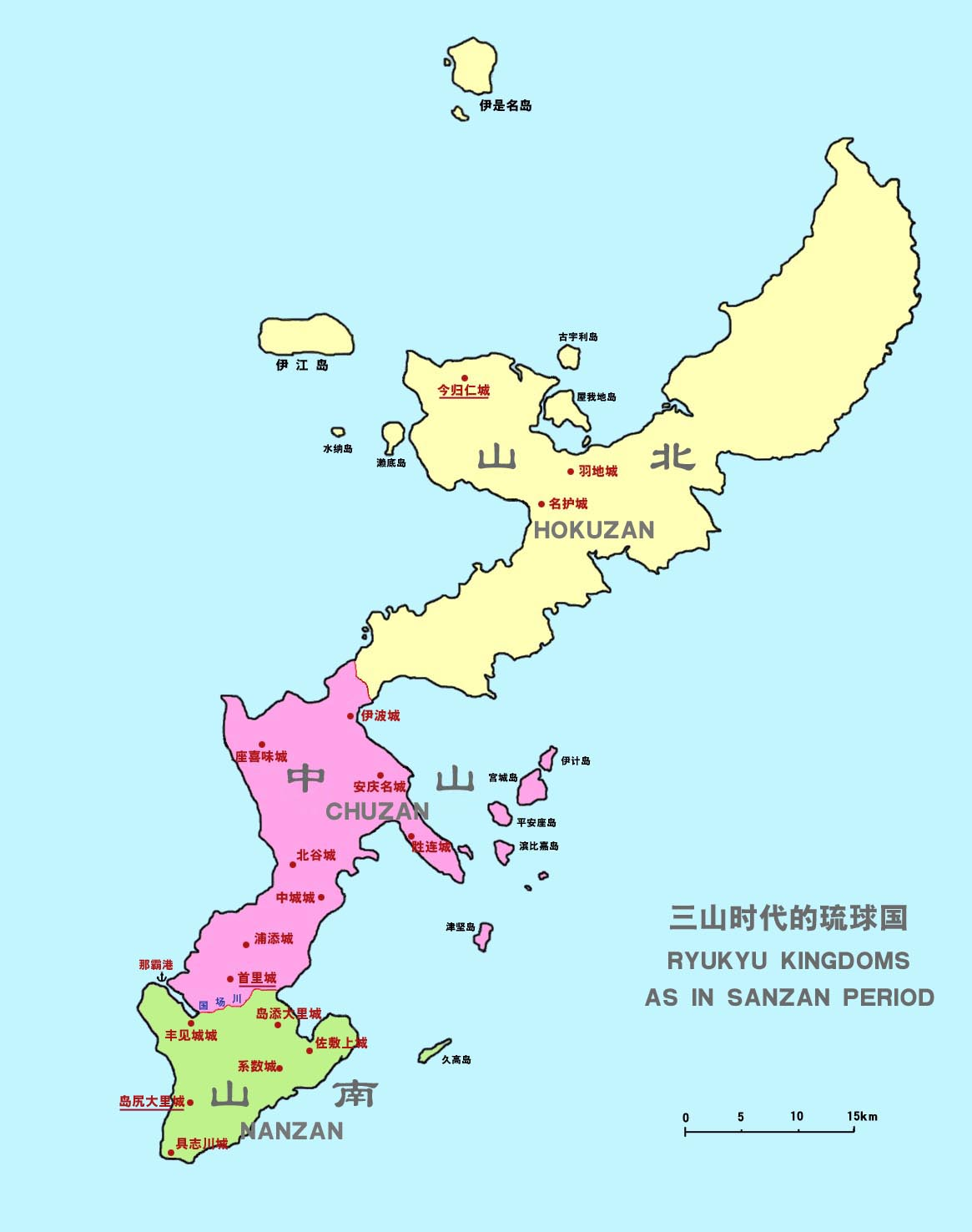
Nanzan im Süden von Okinawa während der Sanzan-Zeit.

Nanzan (jap. 南山, dt. „Südlicher Berg“), manchmal auch Sannan (山南) war eines der drei Königreiche, welche die Insel Okinawa während der Sanzan-Zeit im 14. und frühen 15. Jahrhundert kontrollierten. Die Insel war in zahllose Stammesfürstentümer und Kleinkönigreiche aufgeteilt, aus denen sich in den Jahren ab 1314 drei zentrale Königreiche herausbildeten. Diese waren neben Nanzan die Reiche Chūzan und Hokuzan. Nanzan hörte auf zu existieren, nachdem es im Jahr 1429 von König Shō Hashi von Chūzan erobert wurde.

## Geschichte
Vor der Gründung Nanzans unterstellten die Herrscher auf Okinawa sich lose einem obersten Fürsten von Okinawa. Nach dem Tod des Fürsten Eiji im Jahr 1313 übernahm dessen Sohn Tamagusuku das Amt. Tamagusuku schaffte es jedoch nicht, alle Fürsten dazu zu bringen ihn als legitimen Herrscher anzusehen, sodass es fast unmittelbar zu Rebellionen gegen ihn kam. Daher rief er im Jahr 1314 von seiner künftigen Hauptstadt Urasoe aus das Königreich Chūzan aus. Ofusato, ein lokaler Fürst, floh aus Urasoe in den Süden und setzte sich in der Burg Ōzato fest. Von dort aus baute er seine Kontrolle über die umliegenden Gebiete aus, bevor er im Jahr 1337 schließlich das Königreich Nanzan ausrief. Bereits im Jahr 1322 hatte ein anderer Fürst im Norden das Königreich Hokuzan gegründet. Den Herrschern der drei Reiche gelang es, sich als unumstrittene Könige gegen die anderen Stammesfürsten durchzusetzen, sodass Okinawa zum ersten Mal mehr oder weniger Zentral geeint war.
Obwohl es das kleinste der drei Königreiche war, verfügte Nanzan über eine sehr viel bessere Ausgangssituation als Hokuzan. Seine Bevölkerungsdichte war höher und das Land war besser für die Landwirtschaft geeignet. Zwar kontrollierte Chūzan mit Nāfa den größten Handelshafen, allerdings waren die Häfen im Süden besser ausgebaut als jene in Hokuzan, sodass Nanzan noch in großem Umfang am immer mehr an Bedeutung gewinnenden Seehandel in der Region teilhaben konnte. Nāfa war jedoch der Haupthafen für den Handel mit China, sodass es Chūzan im Jahr 1372 als erstes gelang, in das Tributsystem der chinesischen Ming-Dynastie aufgenommen zu werden, etwas, was Nanzan und Hokuzan erst später gelang. Ein weiterer Indikator für die geringere Bedeutung, die Nanzan zugesprochen wurde, war die Anzahl an Tributgesandtschaften, die in China empfangen wurden. Chūzan entsandte 52 Missionen während Nanzan nur 19 und Hokuzan sogar nur neun Gesandtschaften schickte. Neben diesen offiziellen Handelsmissionen dürfte jedoch auch Schmuggel eine gewisse Rolle gespielt haben. So wurde um 1381 ein Privathändler aus Nanzan in China aufgegriffen, wo er gegen Silber Porzellan für den eigenen Bedarf kaufen wollte.
1406 erlitt Nanzan einen weiteren Rückschlag. Der chinesische Kaiser Hongwu hatte bisher keinen der drei Könige von Okinawa als rechtmäßigen Herrscher anerkannt, da es der chinesischen Auffassung nach nur einen Herrscher von Okinawa geben konnte. Nach dem Tod Hongwus im Jahr 1398 sandten daher alle drei Reiche Botschafter nach Nanjing, die darum baten ihren jeweiligen Herrscher als legitimen König anzuerkennen. Bis 1406 erfolgte keine Antwort, als schließlich eine chinesische Gesandtschaft in Chūzan ankam und dessen König, Bunei, als legitimen Herrscher anerkannte. Zwar wurde diese Ehre 1415 auch König Taromai von Nanzan zuteil, allerdings konnte er hieraus keinen Profit mehr schlagen, da er mit innerer Unruhe in seinem Reich zu kämpfen hatte. Nach seinem Tod im Jahr 1429 nutzte König Shō Hashi von Chūzan, der 1416 bereits Hokuzan gewaltsam erobert hatte, die Thronstreitigkeiten der möglichen Nachfolger und übernahm die Kontrolle über Nanzan, wodurch Okinawa unter einem König geeint war. In der Folge rief er das Königreich Ryūkyū aus.